# 309. Infanterie-Division (Wehrmacht)
La 309. Infanterie-Division o Infanterie-Division Berlin fu una divisione dell'esercito tedesco attiva durante la seconda guerra mondiale. 

## Storia
La divisione fu costituita il 1º febbraio 1945 a Döberitz, come unità d'emergenza, il 27 febbraio venne schierata lungo l'Oder, nell'aprile dello stesso anno venne prese parte alla battaglia di Seelow e verso la fine del mese venne distrutta dalle truppe dell'Armata Rossa nella sacca di Halbe.

## Ordine di battaglia[2]
- Grenadier-Regiment 652
- Grenadier-Regiment 653
- Füsilier-Bataillon 309
- Artillerie-Regiment 309
- Pionier-Bataillon 309
- Feldersatz-Bataillon
- Panzerjäger-Abteilung 309
- Nachrichten-Abteilung 309
- Versorgungs-Regiment 309

## Comandanti
- Generalmajor Heinrich Voigtsberger (1 febbraio 1945 - aprile 1945)[3]